# 熱傳導方程式
热传导方程（或稱熱方程）是一個重要的偏微分方程，它描述一個區域內的溫度如何隨時間變化。

## 物理机制

一维热方程图解（观看动画版）

熱傳導在三維的各向同性介質裡的傳播可用以下方程式表達：
{\displaystyle {\partial u \over \partial t}=\mathrm {div} (Uu)=k\left({\partial ^{2}u \over \partial x^{2}}+{\partial ^{2}u \over \partial y^{2}}+{\partial ^{2}u \over \partial z^{2}}\right)=k(u_{xx}+u_{yy}+u_{zz})\quad }
其中：
- u =u(t, x, y, z)表溫度，它是時間變數t與空間變數(x,y,z)的函數。
- {\displaystyle {\partial u}}/{\displaystyle {\partial t}}是空間中一點的溫度對時間的變化率。
- {\displaystyle u_{xx}}, {\displaystyle u_{yy}}與{\displaystyle u_{zz}}溫度對三個空間座標軸的二次導數。
- k是熱擴散率，決定於材料的熱導率、密度與熱容。

熱方程是傅立葉冷卻律的一個推論（詳見條目熱傳導）。
如果考慮的介質不是整個空間，則為了得到方程的唯一解，必須指定u的邊界條件。如果介質是整個空間，為了得到唯一性，必須假定解的增長速度有個指數型的上界，此假定吻合實驗結果。
熱方程的解具有將初始溫度平滑化的特質，這代表熱從高溫處向低溫處傳播。一般而言，許多不同的初始狀態會趨向同一個穩態（熱平衡）。因此我們很難從現存的熱分佈反解初始狀態，即使對極短的時間間隔也一樣。
熱方程也是拋物線偏微分方程最簡單的例子。
利用拉普拉斯算子，熱方程可推廣為下述形式
{\displaystyle u_{t}=k\Delta u,\quad }
其中的{\displaystyle \Delta }是對空間變數的拉普拉斯算子。
熱方程支配熱傳導及其它擴散過程，諸如粒子擴散或神經細胞的動作電位。
就技術上來說，熱方程違背狹義相對論，因為它的解表達一個「擾動可以在瞬間傳播至空間各處」的情況。擾動在前方光錐外的影響通常可忽略不計，但是若要為熱傳導推出一個合理的速度，則須轉而考慮一個雙曲線型偏微分方程。

## 以傅立葉級數解熱方程

在理想狀態下一根棍子的熱傳導，配上均勻的邊界條件。

以下解法首先由約瑟夫·傅立葉在他於1822年出版的著作Théorie analytique de la chaleur（中譯：解析熱學）給出。先考慮只有一個空間變數的熱方程，這可以當作棍子的熱傳導之模型。方程式如下：
{\displaystyle (1)\ u_{t}=ku_{xx}\quad }
其中u = u(t, x)是t和x的雙變數函數。 
- x是空間變數，所以x ∈ [0,L]，其中L表示棍子長度。
- t是時間變數，所以t ≥ 0。

假設下述初始條件
{\displaystyle (2)\ u(0,x)=f(x)\quad \forall x\in [0,L]\quad }
其中函數f是給定的。再配合下述邊界條件
{\displaystyle (3)\ u(t,0)=0=u(t,L)\quad \forall t>0\quad }.
讓我們試著找一個非恆等於零的解，使之滿足邊界條件(3)並具備以下形式：
{\displaystyle (4)\ u(t,x)=X(x)T(t).\quad }
這套技術稱作分離變數法。現在將u代回方程式(1)，
{\displaystyle {\frac {T'(t)}{kT(t)}}={\frac {X''(x)}{X(x)}}.\quad }
由於等式右邊只依賴x，而左邊只依賴t，兩邊都等於某個常數− λ，於是：
{\displaystyle (5)\ T'(t)=-\lambda kT(t)\quad }
{\displaystyle (6)\ X''(x)=-\lambda X(x).\quad }
以下將證明(6)沒有λ ≤ 0的解：
假設λ < 0，則存在實數B、C使得 
{\displaystyle X(x)=Be^{{\sqrt {-\lambda }}\,x}+Ce^{-{\sqrt {-\lambda }}\,x}}。
從(3)得到 
{\displaystyle X(0)=0=X(L).\quad }
於是有B = 0 = C，這蘊含u恆等於零。 
假設λ = 0，則存在實數B、C使得 
{\displaystyle X(x)=Bx+C.\quad }
仿上述辦法可從等式(3)推出u恆等於零。
因此必然有λ > 0，此時存在實數A、B、C使得
{\displaystyle T(t)=Ae^{-\lambda kt}\quad }
{\displaystyle X(x)=B\sin({\sqrt {\lambda }}\,x)+C\cos({\sqrt {\lambda }}\,x)}。
從等式(3)可知C = 0，因此存在正整數n使得
{\displaystyle {\sqrt {\lambda }}=n{\frac {\pi }{L}}}。
由此得到熱方程形如(4)的解。
一般而言，滿足(1)與(3)的解相加後仍是滿足(1)與(3)的解。事實上可以證明滿足(1)、(2)、(3)的解由下述公式給出：
{\displaystyle u(t,x)=\sum _{n=1}^{+\infty }D_{n}\left(\sin {\frac {n\pi x}{L}}\right)e^{-{\frac {n^{2}\pi ^{2}kt}{L^{2}}}}}
其中 
{\displaystyle D_{n}={\frac {2}{L}}\int _{0}^{L}f(x)\sin {\frac {n\pi x}{L}}\,dx}。

### 推廣求解技巧
上面採用的方法可以推廣到許多不同方程。想法是：在適當的函數空間上，算子{\displaystyle u\mapsto u_{xx}}可以用它的特徵向量表示。這就自然地導向線性自伴算子的譜理論。
考慮線性算子Δ u = ux x，以下函數序列
{\displaystyle e_{n}(x)={\sqrt {\frac {2}{L}}}\sin {\frac {n\pi x}{L}}}（n ≥ 1）
是Δ的特徵向量。誠然：
{\displaystyle \Delta e_{n}=-{\frac {n^{2}\pi ^{2}}{L^{2}}}e_{n}}。
此外，任何滿足邊界條件f(0)=f(L)=0的Δ的特徵向量都是某個en。令L2(0, L)表 [0, L]上全體平方可積函數的向量空間。這些函數en構成L2(0, L)的一組正交歸一基。更明白地說：
{\displaystyle \langle e_{n},e_{m}\rangle =\int _{0}^{L}e_{n}(x)e_{m}(x)dx=\left\{{\begin{matrix}0&n\neq m\\1&m=n\end{matrix}}\right.}
最後，序列{en}n ∈ N張出L2(0, L)的一個稠密的線性子空間。這就表明我們實際上已將算子Δ 對角化。

## 非均勻不等向介質中的熱傳導
一般而言，熱傳導的研究奠基於以下幾個原理。首先注意到熱流是能量流的一種形式，因此可以談論單位時間內流進空間中一塊區域的熱量。
- 單位時間內流入區域 V的熱量由一個依賴於時間的量qt(V)給出。假設q有個密度Q(t,x)，於是

{\displaystyle q_{t}(V)=\int _{V}Q(t,x)\,dx\quad }
- 熱流是個依賴於時間的向量函數H(x)，其刻劃如下：單位時間內流經一個面積為dS而單位法向量為n的無窮小曲面元素的熱量是

{\displaystyle \mathbf {H} (x)\cdot \mathbf {n} (x)\,dS}
因此單位時間內進入V的熱流量也由以下的面積分給出
{\displaystyle q_{t}(V)=-\int _{\partial V}\mathbf {H} (x)\cdot \mathbf {n} (x)\,dS}
其中n(x)是在x點的向外單位法向量。
- 熱傳導定律說明溫度對時間的梯度滿足以下線性關係

{\displaystyle \mathbf {H} (x)=-\mathbf {A} (x)\cdot \nabla u(x)}
其中A(x)是個3×3實對稱正定矩陣。
利用格林定理可將之前的面積分轉成一個體積分
{\displaystyle q_{t}(V)=-\int _{\partial V}\mathbf {H} (x)\cdot \mathbf {n} (x)\,dS}
{\displaystyle =\int _{\partial V}\mathbf {A} (x)\cdot \nabla u(x)\cdot \mathbf {n} (x)\,dS}
{\displaystyle =\int _{V}\sum _{i,j}\partial _{x_{i}}a_{ij}(x)\partial _{x_{j}}u(t,x)\,dx}
- 溫度在x點對時間的改變率與流進x点所在的無窮小区域的熱量成正比，此比例常數與時間無關，而可能與空間有關，寫作κ(x)。

{\displaystyle \partial _{t}u(t,x)=\kappa (x)Q(t,x)\,}
將以上所有等式合併，便獲得支配熱流的一般公式。
{\displaystyle \partial _{t}u(t,x)=\kappa (x)\sum _{i,j}\partial _{x_{i}}a_{ij}(x)\partial _{x_{j}}u(t,x)}
註記：  
- 係數κ(x)是該材料在x點的密度和比熱的积的倒数。

- 在等方向性介質的情況，矩陣A只是個純量，等於材料的導熱率。

- 在非等向的情況，A不一定是純量，我們鮮少能明確寫出熱方程的解。然而通常可考慮相應的抽象柯西問題，證明它是適定的，並（或）導出若干定性結果（諸如初始值保持正性、無窮傳播速度、收斂至平衡態或一些平滑化性質）。這些論證通常有賴於單參數半群理論：舉例來說，如果A是個對稱矩陣，那麼由

{\displaystyle Au(x):=\sum _{i,j}\partial _{x_{i}}a_{ij}(x)\partial _{x_{j}}u(x)}
定義的橢圓算子是自伴而且耗散的，因此由譜定理導出它生成一個單參數半群。

## 粒子擴散

### 粒子擴散方程
在粒子擴散的模型中，我們考慮的方程涉及
- 在大量粒子集體擴散的情況：粒子的體積濃度，記作c。或者
- 在單一粒子的情況：單一粒子對位置的機率密度函數，記作P。

不同情況下的方程式：
{\displaystyle c_{t}=D\Delta c,\quad }
或者
{\displaystyle P_{t}=D\Delta P.\quad }
c與P都是位置與時間的函數。D是擴散係數，它控制擴散速度，通常以公尺/秒為單位。
如果擴散係數D依賴於濃度c（或第二種情況下的機率密度P），則我們得到非線性擴散方程。
單一粒子在粒子擴散方程下的隨機軌跡是個布朗運動。
如果一個粒子在時間{\displaystyle t=0}時置於{\displaystyle {\vec {R}}={\vec {0}}}，則相應的機率密度函數具有以下形式：
{\displaystyle P({\vec {R}},t)=G({\vec {R}},t)={\frac {1}{(4\pi Dt)^{3/2}}}e^{-{\frac {{\vec {R}}^{2}}{4Dt}}}}
它與機率密度函數的各分量{\displaystyle R_{x}}、{\displaystyle R_{y}}和{\displaystyle R_{z}}的關係是：
{\displaystyle P({\vec {R}},t)={\frac {1}{(4\pi Dt)^{3/2}}}e^{-{\frac {R_{x}^{2}+R_{y}^{2}+R_{z}^{2}}{4Dt}}}=P(R_{x},t)P(R_{y},t)P(R_{z},t)}
隨機變數{\displaystyle R_{x},R_{y},R_{z}}服從平均數為0、變異數為{\displaystyle 2\,D\,t}的正態分佈。在三維的情形，隨機向量{\displaystyle {\vec {R}}}服從平均數為{\displaystyle {\vec {0}}}、變異數為{\displaystyle 6\,D\,t}的正態分佈。
在t=0時，上述{\displaystyle P({\vec {R}},t)}的表示式帶有奇點。對應於粒子處在原點之初始條件，其機率密度函數是在原點的狄拉克δ函數，記為{\displaystyle \delta ({\vec {R}})}（三維的推廣是{\displaystyle \delta ({\vec {R}})=\delta (R_{x})\delta (R_{y})\delta (R_{z})}）；擴散方程對此初始值的解也稱作格林函數。

### 擴散方程的歷史源流
粒子擴散方程首先由Adolf Fick於1855年導得。

### 以格林函數解擴散方程
格林函數是擴散方程在粒子位置已知時的解（數學家稱之為擴散方程的基本解）。當粒子初始位置在原點{\displaystyle {\vec {0}}}時，相應的格林函數記作{\displaystyle G({\vec {R}},t)}（t>0）；根據擴散方程對平移的對稱性，對一般的已知初始位置{\displaystyle {\vec {R}}^{0}}，相應的格林函數是{\displaystyle G({\vec {R}}-{\vec {R}}^{0},t)}。
對於一般的初始條件，擴散方程的解可以透過積分分解為一族格林函數的疊加。
舉例來說，設t=0時有一大群粒子，根據濃度分佈的初始值{\displaystyle c({\vec {R}},0)}分佈於空間中。擴散方程的解將告訴我們濃度分佈如何隨時間演化。
跟任何（廣義）函數一樣，濃度分佈的初始值可以透過積分表為狄拉克δ函數的疊加：
{\displaystyle c({\vec {R}},t=0)=\int c({\vec {R}}^{0},t=0)\delta ({\vec {R}}-{\vec {R}}^{0})dR_{x}^{0}\,dR_{y}^{0}\,dR_{z}^{0}}
擴散方程是線性的，因此在之後的任一時刻t，濃度分佈變為：
{\displaystyle c({\vec {R}},t)=\int c({\vec {R}}^{0},t=0)G({\vec {R}}-{\vec {R}}^{0},t)dR_{x}^{0}\,dR_{y}^{0}\,dR_{z}^{0}}
在粒子擴散的情形，我們可以將狄拉克δ函數對應的初始條件理解為粒子落在一個已知位置。一般而言，任何擴散過程的解都有這種表法，包括熱傳導或動量的擴散；後者關係到流體的黏性現象。

#### 一維格林函數解列表
以下以簡寫BC代表邊界條件，IC代表初始條件。
{\displaystyle {\begin{cases}u_{t}=ku_{xx}&-\infty <x<\infty ,\,0<t<\infty \\u(x,0)=g(x)&IC\end{cases}}}
{\displaystyle u(x,t)={\frac {1}{\sqrt {4\pi kt}}}\int _{-\infty }^{\infty }\exp \left(-{\frac {(x-y)^{2}}{4kt}}\right)g(y)\,dy}
{\displaystyle {\begin{cases}u_{t}=ku_{xx}&\,0\leq x<\infty ,\,0<t<\infty \\u(x,0)=g(x)&IC\\u(0,t)=0&BC\end{cases}}}
{\displaystyle u(x,t)={\frac {1}{\sqrt {4\pi kt}}}\int _{0}^{\infty }\left(\exp \left(-{\frac {(x-y)^{2}}{4kt}}\right)-\exp \left(-{\frac {(x+y)^{2}}{4kt}}\right)\right)g(y)\,dy}
{\displaystyle {\begin{cases}u_{t}=ku_{xx}&\,0\leq x<\infty ,\,0<t<\infty \\u(x,0)=g(x)&IC\\u_{x}(0,t)=0&BC\end{cases}}}
{\displaystyle u(x,t)={\frac {1}{\sqrt {4\pi kt}}}\int _{0}^{\infty }\left(\exp \left(-{\frac {(x-y)^{2}}{4kt}}\right)+\exp \left(-{\frac {(x+y)^{2}}{4kt}}\right)\right)g(y)\,dy}
{\displaystyle {\begin{cases}u_{t}=ku_{xx}+f&-\infty <x<\infty ,\,0<t<\infty \\u(x,0)=0&IC\end{cases}}}
{\displaystyle u(x,t)=\int _{0}^{t}\int _{-\infty }^{\infty }{\frac {1}{\sqrt {4\pi k(t-s)}}}\exp \left(-{\frac {(x-y)^{2}}{4k(t-s)}}\right)f(s)\,dyds}
{\displaystyle {\begin{cases}u_{t}=ku_{xx}+f(x,t)&0\leq x<\infty ,\,0<t<\infty \\u(x,0)=0&IC\\u(0,t)=0&BC\end{cases}}}
{\displaystyle u(x,t)=\int _{0}^{t}\int _{0}^{\infty }{\frac {1}{\sqrt {4\pi k(t-s)}}}\left(\exp \left(-{\frac {(x-y)^{2}}{4k(t-s)}}\right)-\exp \left(-{\frac {(x+y)^{2}}{4k(t-s)}}\right)\right)f(y,s)\,dyds}
{\displaystyle {\begin{cases}u_{t}=ku_{xx}&0\leq x<\infty ,\,0<t<\infty \\u(x,0)=0&IC\\u(0,t)=h(t)&BC\end{cases}}}
{\displaystyle u(x,t)=\int _{0}^{t}{\frac {x}{\sqrt {4\pi k(t-s)^{3}}}}\exp \left(-{\frac {x^{2}}{4k(t-s)}}\right)h(s)\,ds}
（可能的問題：根據上解，u(0)=0）
{\displaystyle {\begin{cases}u_{t}=ku_{xx}+f&-\infty <x<\infty ,\,0<t<\infty \\u(x,0)=g(x)&IC\end{cases}}}
{\displaystyle \quad {u=w+v}}
{\displaystyle {\begin{cases}v_{t}=kv_{xx}+f,\,w_{t}=kw_{xx}\,&-\infty <x<\infty ,\,0<t<\infty \\v(x,0)=0,\,w(x,0)=g(x)\,&IC\end{cases}}}
{\displaystyle {\begin{cases}u_{t}=ku_{xx}+f&0\leq x<\infty ,\,0<t<\infty \\u(x,0)=g(x)&IC\\u(0,t)=h(t)&BC\end{cases}}}
{\displaystyle \quad {u=w+v+r}}
{\displaystyle {\begin{cases}v_{t}=kv_{xx}+f,\,w_{t}=kw_{xx},\,r_{t}=kr_{xx}\,&0\leq x<\infty ,\,0<t<\infty \\v(x,0)=0,\;w(x,0)=g(x),\;r(x,0)=0&IC\\v(0,t)=0,\;w(0,t)=0,\;r(0,t)=h(t)&BC\end{cases}}}

## 其他應用領域
熱傳導方程式在許多隨機過程的數學模型中出現，諸如布莱克-斯科尔斯模型與奥恩斯坦-乌伦贝克过程。在金融數學，1973年發表的布莱克-斯科尔斯模型作為期權定價模型，當中的差分方程可以轉成熱傳導方程式，並從此導出較簡單的解。許多簡單期權的延伸模型沒有解析解，因此必須以數值方法計算模型給出的定價。熱傳導方程式可以用克兰克-尼科尔森方法有效地求數值解，此方法也可用於許多無解析解的模型（詳見文獻Wilmott，1995）。
熱傳導方程式及其非線性的推廣型式也被應用於圖像分析。
量子力學中的薛丁格方程雖然有類似熱傳導方程式的數學公式（但時間參數為{\displaystyle i} 是虛數單位），本質卻不是擴散問題，解的定性行為也完全不同。
熱傳導方程式在流形上的推廣是處理阿蒂亞-辛格指標定理的主要工具之一，由此也導向熱傳導方程式在黎曼幾何中有许多應用。

## 文獻
- Einstein, A. "Über die von der molekularkinetischen Theorie der Wärme geforderte Bewegung von in ruhenden Flüssigkeiten suspendierten Teilchen." Ann. Phys. 17, 549, 1905.  （页面存档备份，存于）

- Wilmott P., Howison S., Dewynne J. (1995)The Mathematics of Financial Derivatives:A Student Introduction. Cambridge University Press.

- L.C. Evans, Partial Differential Equations, American Mathematical Society, Providence, 1998. ISBN 0-8218-0772-2.

## 外部連結
- 熱方程的推導 （页面存档备份，存于）
- Linear heat equations （页面存档备份，存于）:邊界值問題的特解 - 來自EqWorld